# Мусаканя, Брюс
Брюс Мусаканя Бвалия (англ. Bruce Musakanya Bwalya; 23 февраля 1994, Луаншья, Коппербелт) — замбийский футболист, полузащитник клуба «Кансанши Динамо». Выступал за сборную Замбии.

## Карьера

### Клубная карьера
Мусаканя начал выступления на профессиональном уровне в клубе «Ред Эрроуз» в 2011 году. В первом же сезоне полузащитник стал серебряным призёром чемпионата Замбии.
Перед началом сезона 2014 года Брюс перешёл в «Нкану», в составе которой участвовал в играх Лиги чемпионов КАФ 2014. Через год Мусаканя возвратился в «Ред Эрроуз».

### Карьера в сборной
Брюс 29 ноября 2011 года дебютировал в составе сборной Замбии в товарищеском матче со сборной Индии. Полузащитник отметился хет-триком.
В 2013 году Мусаканя стал победителем Кубка КОСАФА.
24 декабря 2014 года замбиец был включён в предварительный состав сборной для участия в Кубке африканских наций 2015. 7 января 2015 года Мусаканя попал в окончательную заявку на турнир. В Экваториальной Гвинее Брюс не принял участие ни в одном из матчей группового этапа, после окончания которого его команда покинула турнир.

## Достижения
Сборная Замбии
- Победитель Кубка КОСАФА (1): 2013